# Trümmelbachfälle
Die Trümmelbachfälle liegen im schweizerischen Lauterbrunnental zwischen Lauterbrunnen und Stechelberg im Kanton Bern.
Sie liegen innerhalb des Gebiets des UNESCO-Welterbes Jungfrau-Aletsch-Bietschhorn und zählen zum schweizerischen Bundesinventar der Landschaften und Naturdenkmäler von nationaler Bedeutung.
Im Lauterbrunnental kurz vor Stechelberg gelegen, stürzt der Trümmelbach von Osten über die steilen Felswände ins Tal. Der Bach, der die Gletscherwände der Berge Eiger, Mönch und Jungfrau entwässert, hat hier eine Klamm in die Felswand gewaschen, die sehr schmal ist und sich nach oben kaum weitet. In dieser Klamm stürzt der Bach über zehn Wasserfälle, wobei er eine Höhendifferenz von 140 Metern überwindet. Die obersten Fälle liegen so tief in der schmalen, verwinkelten Klamm, dass kein Tageslicht mehr zu ihnen gelangt und sie als unterirdische Wasserfälle bezeichnet werden.
Der Trümmelbach hat ein Einzugsgebiet von 23 Quadratkilometern, das zur Hälfte mit Eis und Schnee bedeckt ist. Er führt bis zu 20'000 Liter Wasser pro Sekunde und jährlich 20'200 Tonnen Geschiebe.
Ein über 600 Meter langes Wegsystem über Treppen und durch Tunnels macht die Trümmelbachfälle seit 1913 zugänglich. Besonders die oberen Wasserfälle im Berginnern konnten nur durch Galerien und Tunnels erschlossen werden. Ein Schräglift im Berg, der eine Höhendifferenz von 100 Metern überwindet, erleichtert den Aufstieg. Für den Besuch der Fälle ist Eintritt zu bezahlen.

## Bilder

Werbeplakat von Emil Cardinaux, 1922
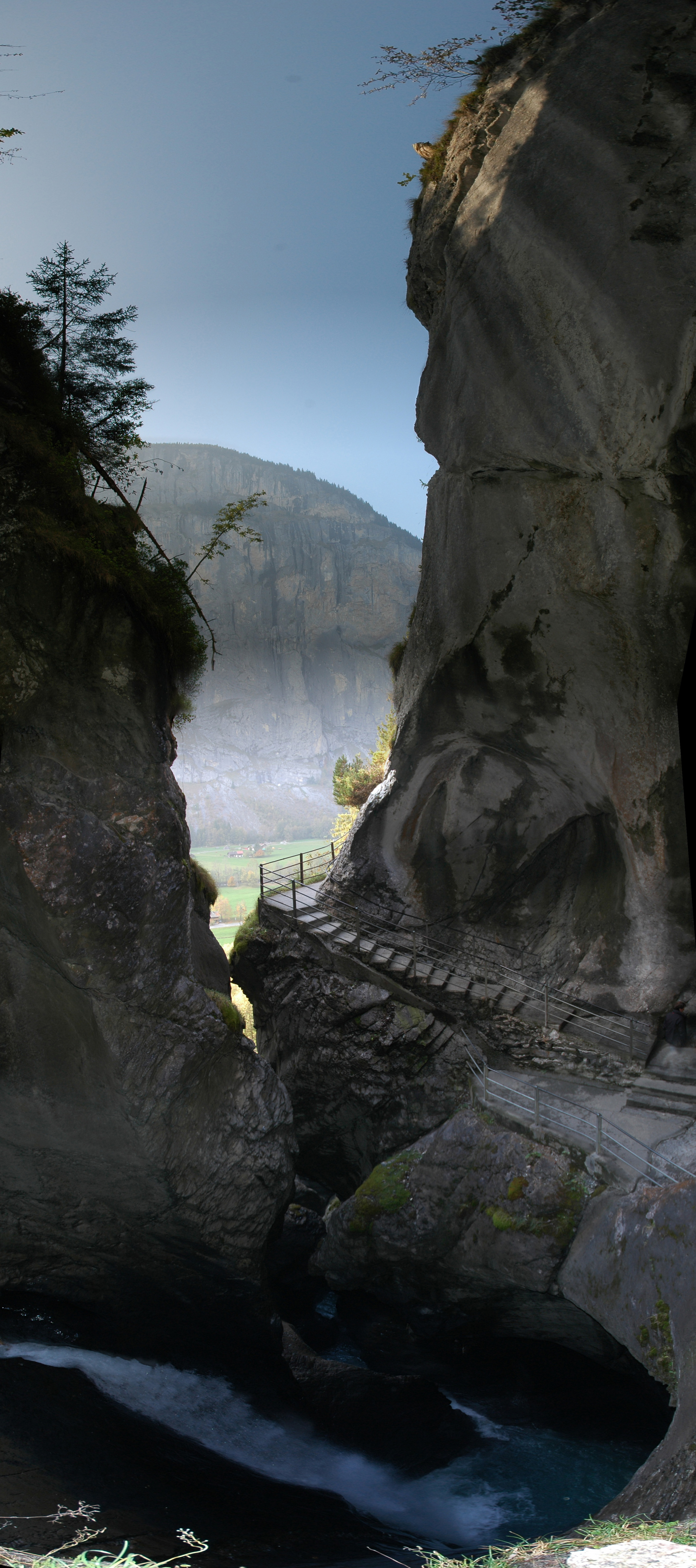
Fall Nr. 6
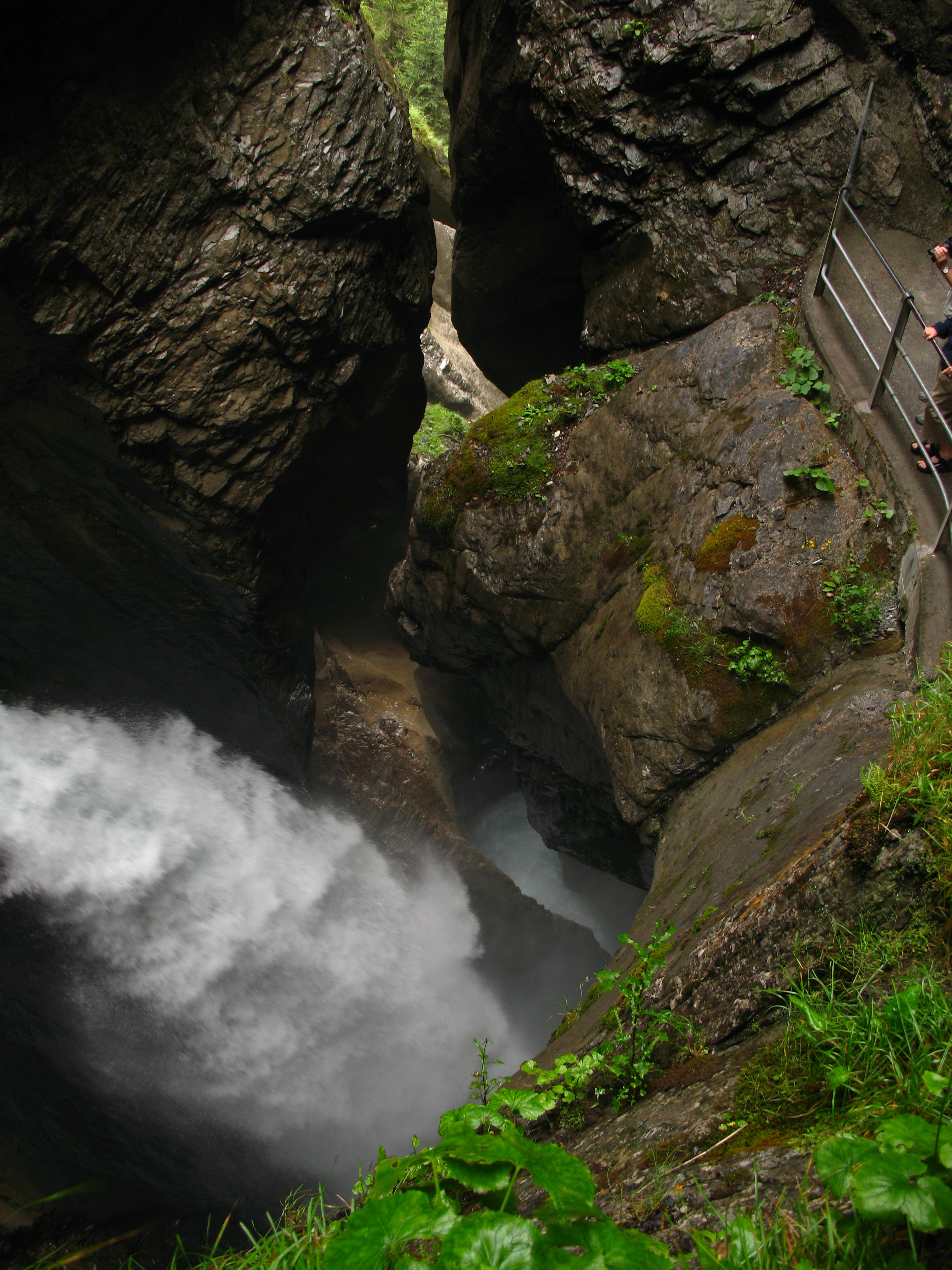
Einer der unteren Fälle
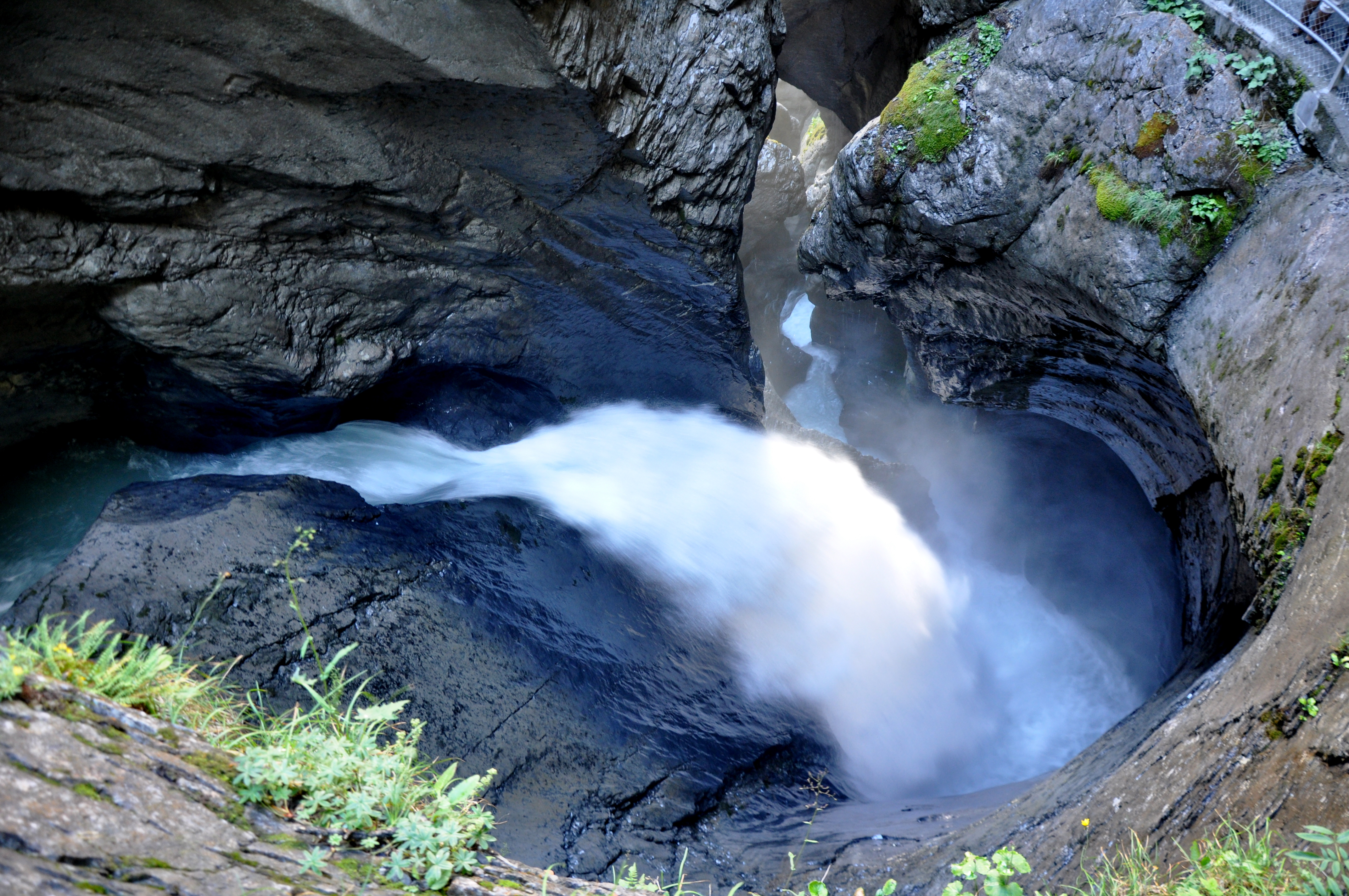
Ein Fall am Tageslicht
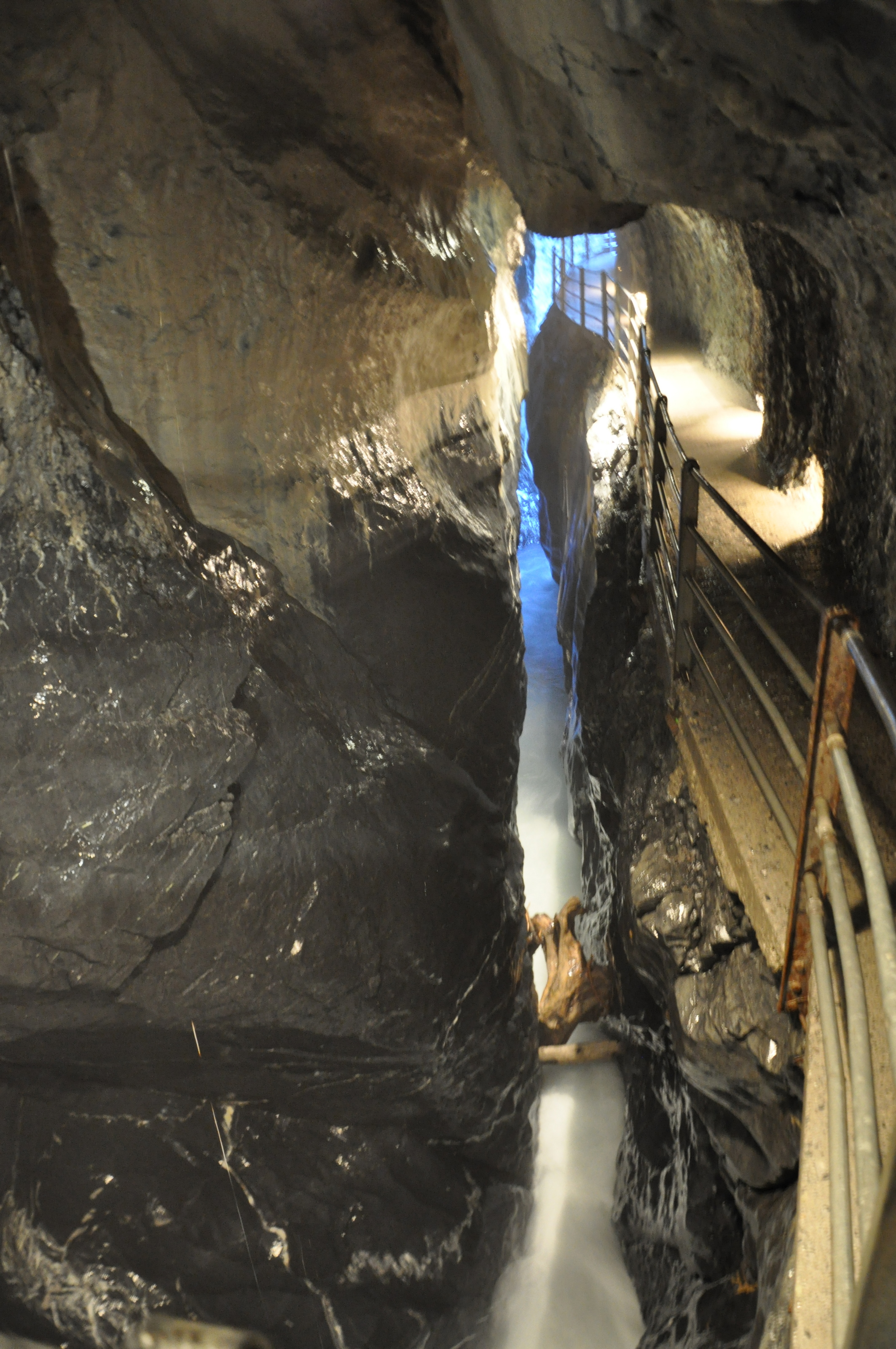
Unterirdisch